# Got to Be There (Michael Jackson-dal)
A Got to Be There című dal az amerikai énekes Michael Jackson debütáló kislemeze az azonos címet viselő Got to Be There című stúdióalbumról. A dalt Elliot Willensky írta, és 1971-ben jelent meg a Motown Records kiadónál. A dal producere Hal Davis volt, és a dalt Hollywoodban, a Motown’s Hitsville West Stúdiójában rögzítették.
A dal azonnali siker lett, és az amerikai Cash Box slágerlistán az 1. helyre került, míg a Billboard Hot 100-as listán a 4. helyen végzett. Az Egyesült Királyságban az 5. helyezést érte el, és több Európai országban is helyezett lett. A dal pop-balladaként debütált, lágy soul és rock elemekkel. A dalban Willie Hutch háttérvokálként szerepel, míg a dal zenei rendezője Dave Blumberg volt.

## Megjelenések
7"  Japán Motown – JET-2087 (MOT-1128), Tamla Motown – JET-2087 (MOT-1128)
- A	Got To Be There  Arranged By – Dave Blumberg, Written-By – E. Willensky  3:23
- B	Maria (You Were The Only One)  Arranged By – James Carmichael, Written-By – A. Story*, H. Gordy*, L. Brown*, L. Glover* 3:41

## Slágerlista
| Slágerlista (1971–72)                                         | Legjobb helyezések |
| ------------------------------------------------------------- | ------------------ |
| Ausztrália ARIA Singles Chart                                 | 83                 |
| Kanada RPM Top Singles                                        | 3                  |
| Egyesült Királyság Brit kislemezlista                         | 5                  |
| Amerikai Egyesült Államok Billboard Hot 100                   | 4                  |
| Amerikai Egyesült Államok Billboard Best Selling Soul Singles | 4                  |
| Amerikai Egyesült Államok Billboard Easy Listening            | 14                 |
| Amerikai Egyesült Államok Cash Box Top 100                    | 1                  |

### Év végi összesítések
| Slágerlista(1971) | Rang |
| ----------------- | ---- |
| Kanada            | 38   |

## Feldolgozások
- A The Miracles csapat feldolgozása utolsó Flying High Together című 1972-es stúdióalbumán található.[6]
- 1982-ben Chaka Khan is feldolgozta a dalt, mely Top 5-ös slágerlistás helyezést ért el.[7]
- 1993-ban a dal saját változatát készítette el George Benson saját gitárjával. A dal Love Remembers című stúdióalbumán szerepel.